# Gibbula guishanensis
Gibbula guishanensis is een slakkensoort uit de familie van de Trochidae. De wetenschappelijke naam van de soort is voor het eerst geldig gepubliceerd in 2008 door Chen & Fu.